# Santuario de Święta Lipka
El Santuario de Święta Lipka (en polaco: Sanktuarium w Świętej Lipce; en alemán: Heiligelinde), también conocida como Santo Tilo, es una basílica menor católica ubicada en el pequeño pueblo de Święta Lipka, en el noreste de Polonia. Sirve como un lugar de peregrinación y un santuario sagrado dedicado a la Virgen María. Construida a finales del siglo XVII, la basílica es uno de los mejores ejemplos de arquitectura barroca en Polonia y en el mundo. También es famoso por su órgano móvil.

## Culto

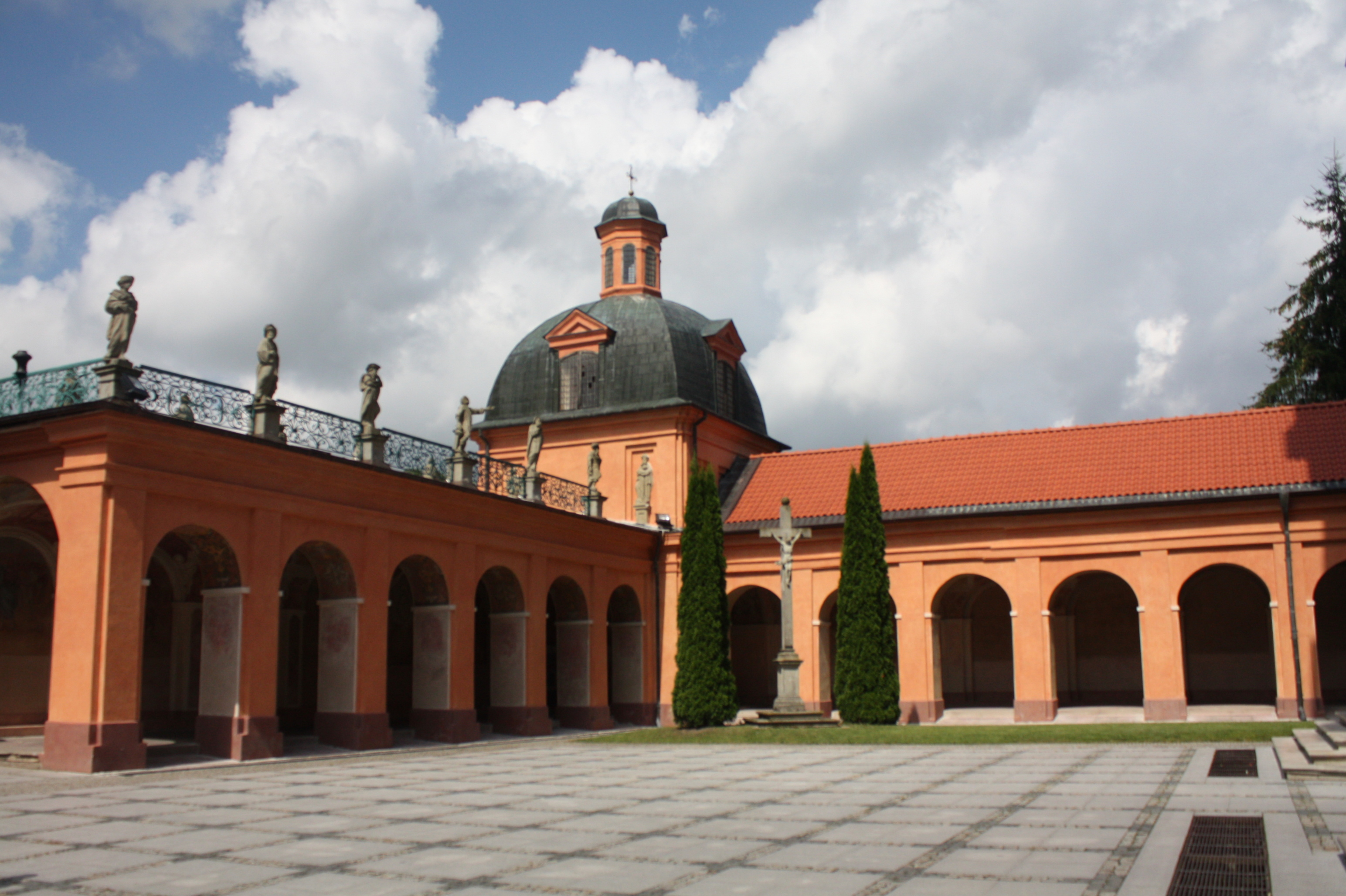
Claustros

El culto fue cultivado por los lugareños desde el siglo XIII, cuando un delincuente menor esculpió una estatuilla de María en la cercana prisión de Kętrzyn después de una aparición mariana. Luego fue liberado inesperadamente y en el camino a Reszel colocó la estatuilla en un tilo como señal de gratitud. Se decía que el objeto hacía maravillas y tenía propiedades curativas. Alberto I de Prusia, visitó el lugar sagrado mientras peregrinaba descalzo desde Königsberg en 1519. Esta tradición también fue observada previamente por los Caballeros Teutónicos.
El santuario medieval fue destruido durante la Reforma protestante alrededor de 1524 y se colocaron horcas en el mismo lugar para asustar a los fieles católicos. Casi un siglo después fue reconstruido por el secretario personal del rey Segismundo III, quien compró el terreno donde una vez estuvo la estatuilla desaparecida.  Una pintura de María con el Niño Jesús del maestro pintor belga Bartholomew Pens de Elbląg reemplazó la reliquia perdida. Durante el diluvio sueco, muchos de los objetos de valor incalculable de la capilla se escondieron en Gdańsk (Danzig) y sobrevivieron a la agitación. Como el catolicismo seguía siendo la religión dominante en las cercanías de Varmia (Ermland), los devotos de toda la Mancomunidad de Polonia-Lituania viajaban regularmente al lugar, en particular desde Varsovia y Vilna.
Hasta el día de hoy, la ruta de peregrinación desde la ciudad de Reszel hasta Święta Lipka está alineada con pequeños santuarios barrocos y tilos que datan del siglo XVIII.

## Basílica

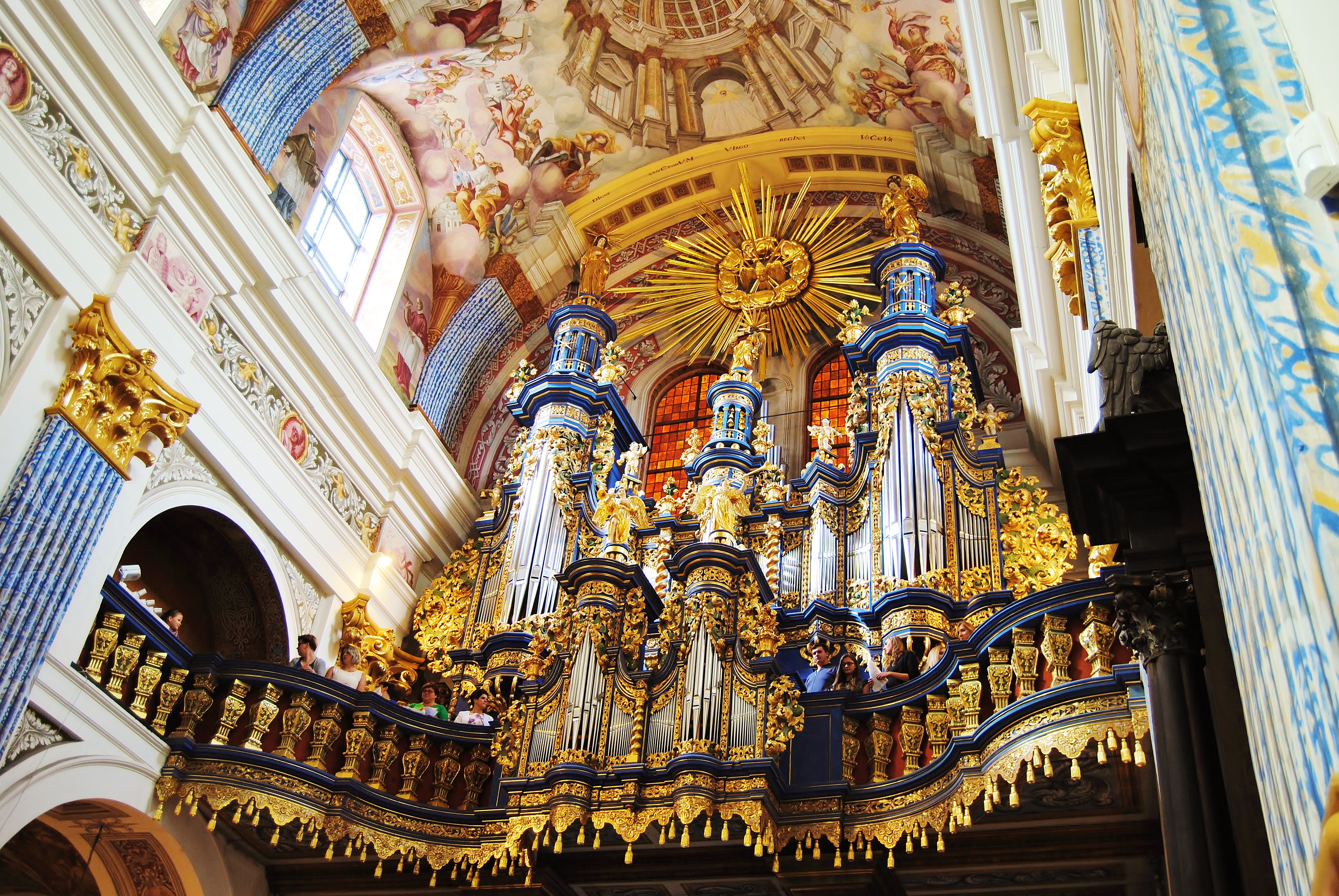
El órgano móvil

La iglesia y el convento fueron fundados por la Compañía de Jesús y la construcción fue iniciada por el cardenal polaco Michał Stefan Radziejowski en 1688. Se consagró el templo el 15 de agosto de 1693. Debido a la gran cantidad de peregrinos que llegaban, la instalación se amplió significativamente a lo largo de los años y en 1708 se completó un claustro fortificado con capillas en forma de torre abovedada, que le dieron a la estructura general una apariencia defensiva. El elaborado interior tardó más de 50 años en terminarse y amueblarse por completo. La iglesia se embelleció aún más con decoración a través de donaciones hechas por ciudadanos adinerados o monarcas piadosos como Vladislao IV, la reina María Casimira o Estanislao I Leszczyński y su esposa, Catalina.
El altar fue realizado entre 1712 y 1714 por los mejores escultores de Polonia en ese momento. El objeto, compuesto de tres partes principales o plantas, está adornado con figuras doradas de santos y mártires. Juan III Sobieski regaló una pintura a los jesuitas después de su victoria en la Batalla de Viena y luego se incorporó al retablo.

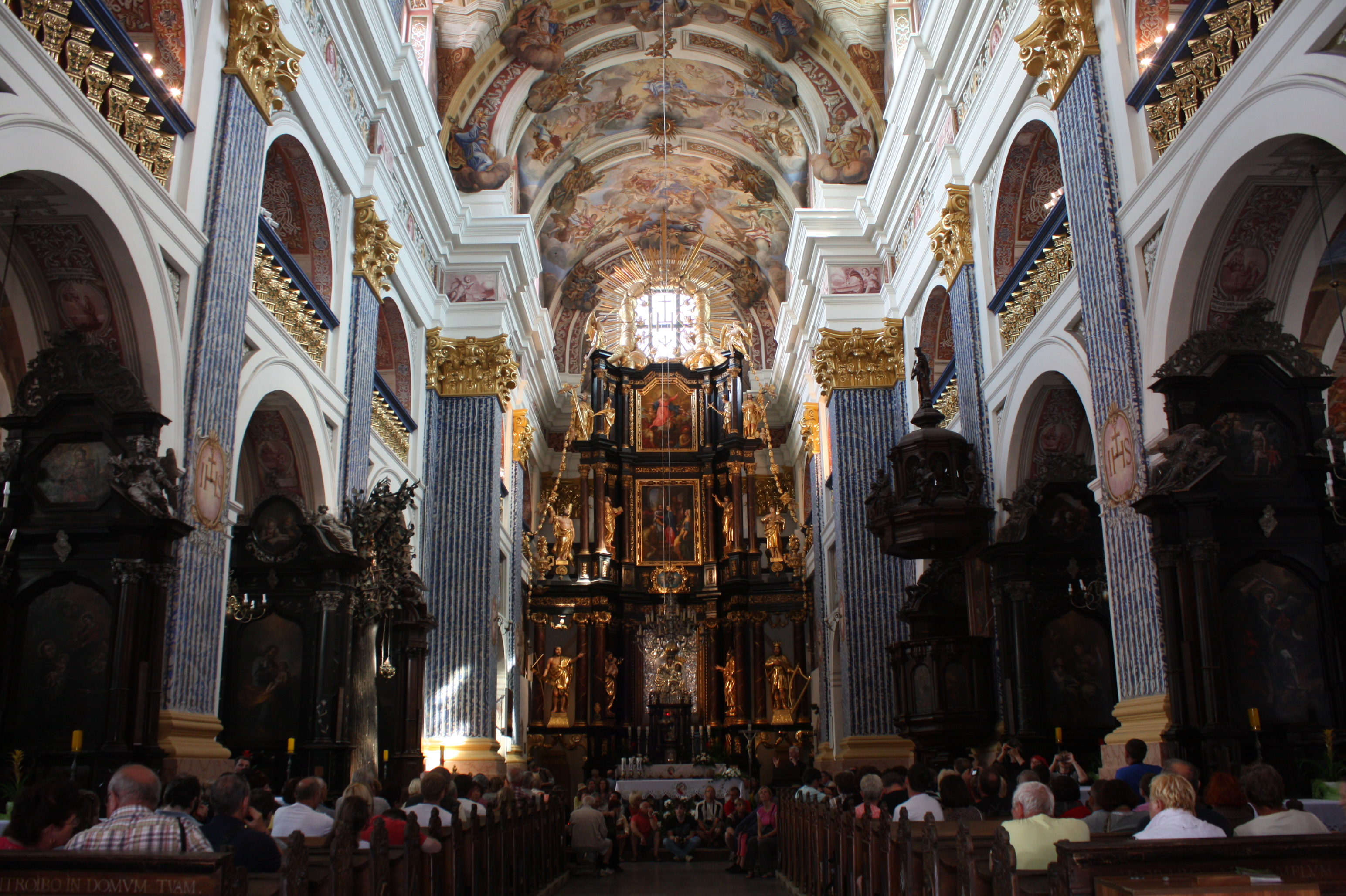
Interior con el altar mayor y los frescos de la bóveda

La pintura ornamentada y los frescos en el techo de la bóveda se completaron en 1727. Presentan imágenes de San Casimiro, Segismundo III y Eduviges de Silesia.
El atributo más distintivo y un tesoro del santuario es el órgano móvil, erigido en los años 1719-1721 por Johann Josua Mosengel. Las figuras decorativas y las esculturas se mueven a medida que se toca el órgano, lo que lo convierte en uno de los instrumentos más singulares jamás fabricados. En 1944 sufrió daños, pero se reparó poco después.
Los jesuitas que habían sido sacados del monasterio de Święta Lipka por los prusianos después de las particiones de Polonia en el siglo XVIII regresaron al convento en 1932. Después de la Segunda Guerra Mundial, cuando Varmia-Masuria regresó a Polonia bajo el Acuerdo de Potsdam, Święta Lipka se transformó en un importante santuario, junto con el Monasterio de Jasna Góra. Además, sigue siendo un ejemplo destacado del arte y la arquitectura barrocos.